# Рибавирин
Рибавирин (англ. Ribavirin торговые марки: Copegus, Rebetol, Ribasphere, Vilona, Virazole) — противовирусный препарат для лечения тяжёлой инфекции, вызванной респираторно-синцитиальным вирусом, вирусным гепатитом C, геморрагической лихорадкой Крым-Конго, а также других вирусных инфекций. Рибавирин активен в форме метаболита, который имеет структуру, сходную с пуриновым нуклеотидом гуанином.
Одним из побочных эффектов является дозозависимая гемолитическая анемия, в запущенной форме вызывающая смерть пациента (в связи с чем требуется тотальный контроль показателей крови в процессе лечения). Рибавирин также является тератогеном для некоторых животных.

## Применение в медицине
Рибавирин в основном используется для лечения гепатита С и вирусных геморрагических лихорадок (является показанием для орфанных заболеваний в большинстве стран). В этом первом показании пероральная форма (капсула или таблетка) рибавирина используется в комбинации с пегилированным интерфероном альфа, в том числе у людей с коинфекцией гепатита B, ВИЧ и в педиатрической популяции. Статины могут повысить эффективность этой комбинации при лечении гепатита С. Рибавирин - единственное известное средство для лечения различных вирусных геморрагических лихорадок, включая лихорадку Ласса, Крымско-Конго-геморрагическую лихорадку, Венесуэльскую геморрагическую лихорадку и хантавирусную инфекцию, хотя данных об этих инфекциях мало и препарат может быть эффективным только на ранних стадиях. USAMRIID отмечает, что «Рибавирин имеет низкую активность in vitro и in vivo против филовирусов (Эбола и Марбург) и флавивирусов (денге, желтая лихорадка, Омская геморрагическая лихорадка и болезнь Кясанурского леса)». В прошлом, аэрозольная форма использовалась для лечения заболеваний, связанных с респираторно-синцитиальным вирусом, у детей, хотя доказательства, подтверждающие это, довольно слабы.
Он использовался (в сочетании с кетамином, мидазоламом и амантадином) при лечении бешенства.
Экспериментальные данные показывают, что рибавирин может обладать полезной активностью против чумы собак и поксвирусов. Рибавирин также использовался для лечения вируса простого герпеса. Одно небольшое исследование показало, что лечение рибавирином снижает тяжесть вспышек герпеса и способствует выздоровлению по сравнению с лечением плацебо. Другое исследование показало, что рибавирин усиливает противовирусный эффект ацикловира.
Некоторый интерес вызывает его возможное использование для лечения рака, особенно острого миелоидного лейкоза.

### Гепатит C
Лечение интерфероном выводит вирус гепатита С из крови примерно у 15% пациентов. Добавление рибавирина к интерферону (комбинированная терапия) увеличивает количество пациентов, у которых вирус гепатита С выводится из крови, примерно до 40%. Не все пациенты толерантны к интерферону, к тому же интерферон стоит дорого. Вот почему рибавирин, назначаемый как одно лекарственное средство, может рассматриваться как вариант для пациентов с хроническим гепатитом С. В этом обзоре было выявлено 11 рандомизированных испытаний, в которых сравнивали рибавирин с отсутствием противовирусного лечения у пациентов с хроническим гепатитом С. Объединение результатов всех выявленных испытаний только рибавирин. казалось, не оказывает положительного воздействия на пациентов с хроническим гепатитом C. Более того, рибавирин, принимаемый отдельно, был значительно хуже по сравнению с интерфероном в отношении очистки крови от гепатита C и снижения активности ферментов печени в крови. Кроме того, рибавирин, принимаемый отдельно, увеличивал риск анемии. Таким образом, нельзя рекомендовать только рибавирин, но могут потребоваться дополнительные испытания.
По сравнению с одним только интерфероном, рибавирин плюс интерферон более эффективен в удалении вируса гепатита С из крови. Комбинированная терапия может снизить заболеваемость печенью и смертность от всех причин, но нужны дополнительные доказательства. Количество, необходимое для лечения для получения положительного эффекта, является значительным, учитывая повышенный риск нескольких тяжелых побочных реакций и затрат.
Пегинтерферон плюс рибавирин можно рассматривать как средство для лечения пациентов с хроническим гепатитом C и стабильным ВИЧ, которые не получали лечения от гепатита C, поскольку вмешательство может очистить кровь от РНК HCV. Подтверждающие доказательства получены в основном из анализа этого недоказанного суррогатного результата, оцененного в сравнении с другими противовирусными препаратами. Нет данных о лечении пациентов, у которых возник рецидив или которые не ответили на предыдущую терапию. Необходим тщательный мониторинг побочных эффектов.

## История
Открыт в 1972 в лаборатории компании ICN.

## Побочные эффекты
У лекарства есть два предупреждения FDA в виде «черного ящика»: одно вызывает опасения, что употребление до или во время беременности любым полом может привести к врожденным дефектам у ребенка, а другое касается риска разрушения красных кровяных телец.
Рибавирин нельзя назначать с зидовудином из-за повышенного риска анемии; Также следует избегать одновременного применения с диданозином из-за повышенного риска митохондриальной токсичности.

## Химическая структура
Рибавирин имеет структуру, похожую на молекулу сахара D-рибозы, производным которой он является. Рибавирин хорошо растворим в воде, перекристаллизуется в кипящем метаноле в виде тонких серебристых нитей. Частично растворим в безводном этаноле.
Рибавирин синтезируют из природной D-рибозы, блокируя 2', 3' и 5' гидроксильные группы бензильными группами. Далее получают производное 1'-OH с ацетильной группой, которая является уходящей группой при нуклеофильной атаке. Атака на атом углерода 1' производится 1,2,4 триазол-3-карбоксиметиловым эфиром, при этом напрямую 1' атом азота триазола присоединяется к 1' углероду рибозы в правильной 1-β-D изомерной форме. Объёмные бензильные группы запрещают атаку по другим атомам углерода сахара. Последующее очищение этого интермедиата, обработка аммиаком в метаноле и одновременное снятие блокировки со всех гидроксилов, и превращение триазолового карбосксиметилового эфира в карбоксамид дает рибавирин, получаемый с хорошим выходом кристаллизацией.

## Механизм действия
Это гуанозиновый (рибонуклеиновый) аналог, используемый для остановки синтеза вирусной РНК и кэпирования вирусной мРНК, таким образом, он является ингибитором нуклеозидов. Рибавирин является пролекарством, которое при метаболизме напоминает нуклеотиды пуриновой РНК. В этой форме он нарушает метаболизм РНК, необходимый для репликации вируса. Было предложено более пяти прямых и косвенных механизмов его действия.

### РНК-вирусы
Амидная группа рибавирина может сделать нативный нуклеозидный препарат похожим на аденозин или гуанозин, в зависимости от его вращения. По этой причине, когда рибавирин включается в РНК в качестве основного аналога аденина или гуанина, он одинаково хорошо сочетается с урацилом или цитозином, вызывая мутации в РНК-зависимой репликации в РНК-вирусах. Такая гипермутация может быть смертельной для РНК-вирусов.

### ДНК-вирусы
Ни один из этих механизмов не объясняет действие рибавирина на многие ДНК-вирусы, что является большей загадкой, особенно с учетом полной неактивности 2 'аналога дезоксирибозы рибавирина, что предполагает, что препарат действует только как имитатор РНК-нуклеозида, а не как имитатор нуклеозида ДНК. . Рибавирин 5'-монофосфат ингибирует клеточную инозинмонофосфатдегидрогеназу, тем самым истощая внутриклеточные пулы GTP.

## Фармакокинетика
До 45 % рибавирина абсорбируется в желудочно-кишечном тракте, в случае приёма жирной пищи всасывание увеличивается до 75 %. В плазме крови рибавирин транспортируется через плазматическую мембрану при помощи транспортеров нуклеозидов.
До трети абсорбированного рибавирина экскретируется в мочу в неизмененном виде, остальная часть попадает в мочу в дерибозилированной форме 1,2,4-триазол 3-карбоксамида и продукта гидролиза последнего, 1,2,4-триазол 3-карбоксильной кислоты.

## Противопоказания
- Беременность (включая наружное применение препарата) — категория X в США[4]

## Меры предосторожности
Пациенты (женщины и мужчины) детородного возраста во время лечения и минимум 7 месяцев после него должны использовать эффективные методы контрацепции. У пожилых пациентов необходима предварительная оценка функции почек. При заболеваниях сердечно-сосудистой системы применяют после тщательного обследования. Лабораторные исследования (клинический анализ крови, включая лейкоцитарную формулу и число тромбоцитов, определение электролитов, содержания креатинина сыворотки, функциональные пробы печени) обязательны перед началом лечения, затем на 2 и 4 неделе, и далее регулярно, по мере необходимости.
В/в применяют только в условиях стационара. Медицинскому персоналу, работающему с препаратом, следует учитывать его потенциальную тератогенность.
Людям, испытывающим усталость, сонливость или дезориентацию во время терапии, следует отказаться от вождения автомобиля или управления механизмами.

## Маркетинг
Препарат для орального применения, Ребетол, продавался в США до 2005 года компанией Шеринг-Плау. Также под отдельной лицензией препарат производился под названием Копегус компаний Роше Фармасьютикалс. Как дженерик препарат рибавирина продавался с 2003 года компанией Three Rivers Pharmaceuticals совместно с Par Pharmaceutical под названием Рибосфера. С 2005 года дженерик производится компаниями Sandoz, Teva Pharmaceutical Industries и Warrick Pharmaceuticals. Единственным фармакологическим эффектом, подтвержденным FDA для этих препаратов является лечение хронического гепатита C совместно с интерферонами. На Украине выпускается компанией «Кусум Фарм» под торговой маркой «ВироРиб». C 2012 года компанией Вектор-Медика в России выпускается липосомальный рибавирин .